# Station Berwick (Sussex)
Berwick (Sussex) is een spoorwegstation van National Rail in Berwick, Wealden in Engeland. Het station is eigendom van Network Rail en wordt beheerd door Southern. Het station ligt aan de East Coastway Line.